# Alpstenbräken
Alpstenbräken (Cystopteris alpina) är en ormbunke som bland annat förekommer i Härjedalen och Torne lappmark, men är relativt sällsynt.
Hela släktet finbräknar dit alpstenbräken här räknas brukade föras till stensöteväxterna, men förs numera ofta till familjen hällebräkenväxter (Woodsiaceae).
Enligt IUCN är alpstenbräken endast en variant av stenbräken (Cystopteris fragilis).